# 东门巷遗址
东门巷遗址，位于中国青海省海东市乐都区碾伯镇东门巷村，为青海省市县级文物保护单位，公布日期为1987年6月23日，类型为古遗址。
东门巷遗址的历史年代为马厂类型。